# Upton Sinclair
Upton Beall Sinclair (20. september 1878 i Baltimore, Maryland – 25. november 1968 i Bound Brook, New Jersey) var en produktiv amerikansk forfatter som skrev over 90 bøger i mange genrer og opnåede betydelig popularitet i første halvdel af 1900-tallet.

## Forfatterskab
Sinclair slog igennem i 1906 med romanen The Jungle, hvor han tematiserede udfordringer fattige immigranter mødte i Chicago, specielt indenfor slagteriindustrien som dominerede byen på dette tidspunkt. Bogen giver en rystende skildring af farlige og uhygiejniske arbejdsforhold i de store slagterier.
The Jungle havde stor påvirkningskraft. Sinclair ville hovedsagelig sætte fokus på den fattige arbejderklasses dårlige kår. Derimod var det ikke der bogen havde effekt, men som inspirator for en undersøgelse af kødindustrien, som igen resulterede i at der blev vedtaget flere love som skulle sikre bedre kødkontrol og madhygiejne.
Sinclair skrev mange andre romaner, mange med stærk politisk sprængkraft, bl.a. Boston som gav en kritisk skildring af retssagen mod anarkisterne Sacco og Vanzetti.
Sinclairs politiske synspunkter førte senere til at han blev boykottet af de store forlag, og i mange år måtte han udgive sine bøger på eget forlag og distribuere dem via postordre og gennem egne kommissærer.
Sinclairs største værk var romanserien om Lanny Budd som udkom under og efter 2. verdenskrig og skildrer den politiske udvikling i Europa og USA.
Sinclair blev tildelt Pulitzerprisen i 1943.
Hans roman Oil blev i 2007 filmatiseret af Paul Thomas Anderson til den Oscarnominerede film There Will Be Blood med Daniel Day-Lewis i hovedrollen.

## Politik
Sinclair var aktiv socialist og fremmede sine synspunkter såvel i sine bøger som i praksis. Med indtægterne fra The Jungle grundlagde han et socialistisk kollektiv. Bygningen blev angrebet flere gange og tilslut brændt ned til grunden, sandsynligvis af politiske modstandere.
Han stillede som kandidat for socialistpartiet ved kongresvalgene i 1920 og 1922, uden at opnå noget mandat. I 1934 var han kandidat til delstatsguvernør i Californien for det demokratiske parti.